# Ocampo (Durango)
Ocampo è una municipalità dello stato di Durango, nel Messico centrale; il capoluogo è la città di Villa de Ocampo.
La popolazione della municipalità è di 9.626 abitanti (2010) e ha una estensione di 3.207,70 km².